# Football et sports athlétiques
Football et sports athlétiques était un bi-hebdomadaire français consacré principalement au football et au rugby à XV (également appelé football à cette époque). Il fut édité à Paris sur papier bleu tous les samedis et mardis de 1909 à 1914.
La Bibliothèque nationale de France possède une collection, incomplète, de cette publication.